# مارغريت كاسترو
مارغريت كاسترو (بالإنجليزية: Margaret Castro) هي فنانة الدفاع عن النفس أمريكية، ولدت في 22 أغسطس 1959.

## وصلات خارجية
- مارغريت كاسترو على موقع الفيدرالية الدولية للجودو (الإنجليزية)
- مارغريت كاسترو على موقع JudoInside.com (الإنجليزية)
- مارغريت كاسترو على موقع AllJudo.net (الفرنسية)
- مارغريت كاسترو على موقع اللجنة الأولمبية الدولية (الإنجليزية)
- مارغريت كاسترو على موقع أوليمبيديا (الإنجليزية)